# HMNB Devonport
His Majesty's Naval Base (HMNB) Devonport (Base Navale di Sua Maestà di Devonport in lingua inglese), conosciuta anche come HMS Drake, è una delle tre basi operative nel Regno Unito della Royal Navy, insieme a HMNB Clyde e HMNB Portsmouth. È situata a Devonport, nella parte occidentale della città di Plymouth, nel Devon.

## Descrizione
La base navale è la più grande dell'Europa occidentale e l'unica attrezzata per il rifornimento e la riparazione dei sommergibili nucleari britannici. Il Cantiere navale reale annesso, noto anche come Devonport Dockyard, è di proprietà della Babcock International Group, che ha rilevato la precedente gestione del Devonport Management Limited nel 2007.
Nel 2006 il Ministero della Difesa ha annunciato l'inizio di uno studio per decidere il futuro delle tre basi navali della Royal Navy in relazione ai bisogni della marina, prospettando la possibilità di ridurre le attività delle basi o di chiuderne una delle due presenti sulla costa meridionale dell'Inghilterra. Il risultato dell'indagine, pubblicato nel 2007, non ha però portato a conclusioni definitive.
HMNB Devonport è anche la base della Devonport Flotilla, che include la nave più grande della Royal Navy, la Ocean e i sottomarini nucleari classe Trafalgar.